# BINGO BOOMER
BINGO BOOMER（ビンゴブーマー）は、コナミのメダルゲームで、ビンゴゲームとして2000年に発売された。

## 概要
筐体は上から見ると円形をしており、中央に抽選機構、それを取り囲むように10席のステーションがある。
抽選機構は、中心部の穴からボールが排出され、その周りの地面の円盤を回転させて、外周部にある穴に入ることによって番号が決まる。穴には1から25の番号が決められている。
5、10、15、20、25の5の倍数の穴は他の穴よりも大きいため、入りやすくなっている。
ゲームは6球抽選することで進める。1、2、3球目と4、5球目はまとめて抽選される。

## ゲーム内容
ラインゲーム、マルチゲーム、ジャックポットゲームの3種類を一度に行うことができる。
- ラインゲーム
ローリスクとハイリターンのどちらかを選ぶことができる。
違いは星の数と配当である。
星は最初から有効であり、既に入った番号を合わせると配当が上がる。
フィーチャーとして、縦の1列のみ配当が2倍になるもの、星に全て番号を合わせるものとジャックポットゲームの星を増やすものがある。
4球目が排出される直前まで横の段を左右に移動させることができる。5球目が抽選し終わるとナンバーショップで番号を買うことができる。

- マルチゲーム
4枚のカードにベットさせることができる。
カードに触れると番号の配列を変えることができる。
ラインゲームとは違い、星は7個振りわけられ、段を移動させることができない。
フィーチャーとして、中央4枚のどれか1枚が配当が2倍になるもの、カードが8枚になるものとジャックポットゲームの星を増やすものがある。

- ジャックポットゲーム
参加して5並びすると画面上部に表示されているの枚数、4並びでも配当がある。
5並びは全ゲームのベット枚数によって配当が増えるプログレッシブル方式である。同じゲームで複数サテライト揃った場合でも表示された枚数が支払われる。4並びは固定配当である。
マルチゲーム同様カードに触れて配列を変えることは出来るが段を移動することはできない。
5並びするとブーマーチャンスが始まり、そろったステーションは数ゲーム、それ以外のステーションは1ゲームである。
フィーチャーとして、ラインゲームではナンバーショップがタダになったり、縦の1列のみ配当が最高5倍になるもの、マルチゲームではプレミアカードが出る。

## 公式サイト
【製品紹介】BINGO BOOMER